# Vegard Stake Laengen
Vegard Stake Laengen (nascido em 7 de fevereiro de 1989) é um ciclista profissional norueguês. Nos Jogos Olímpicos de Verão de 2012 em Londres, competiu representando a Noruega na prova de estrada (individual), terminando na 77ª posição.